# Объединённые правые (коалиция)
Объединённые правые (пол. Zjednoczona Prawica) — название неофициальной коалиции польских консервативных политических партий и коалиционного правительства, основной партией которого была «Право и справедливость». Коалиция появилась на основе парламентской фракции «Объединённые правые» перед парламентскими выборами 2015 года, по результатам которых получила абсолютное большинство и возможность единоличного формирования правительства. Утратила власть по результатам парламентских выборов в 2023 году.

## История
На парламентских выборах 2015 года победу одержала партия «Право и справедливость», получив 235 мест в Сейме и 61 кресло в Сенате. С партийных списков «ПиС» стартовали также кандидаты в послы других малых правых партий. Таким образом, «Объединённые правые», имея простое большинство в обеих палатах парламента, стали партией власти. «Кукиз'15» заняла 3 место и получила 42 места, тем не менее, не войдя в правящую коалицию.
На парламентских выборах 2019 года коалиция получила 235 мест в Сейме и 48 в Сенате. Потеряв большинство в Сенате, коалиция всё же сохранила статус «партии власти».
В 2020 году 6 членов «Польской коалиции» от «Кукиз’15» были исключены из формации из-за голосования за правительственное вето на европейский бюджет. «Кукиз’15» присоединилась к «Объединённым правым», но покинула эту формацию в 2021 году.
В 2021 году к коалиции присоединилась «Республиканская партия», а в 2022 — OdNowa RP.
После выборов 2023 года коалиция перестала быть правящей. 16 декабря 2023 года «Республиканская партия» вошла в состав «ПиС». В октябре 2024 года состоялось слияние «ПиС» и «Суверенной Польши» Збигнева Зёбро.

## Состав

### На начало апреля 2025 года
| Партия | Партия                       | Идеология                                               | Лидер              | Мест в Сейме | Мест в Сенате | Мест в Европарламенте |
| ------ | ---------------------------- | ------------------------------------------------------- | ------------------ | ------------ | ------------- | --------------------- |
|        | Право и справедливость       | национальный консерватизм, патерналистский консерватизм | Ярослав Качиньский | 187 из 460   | 34 из 100     | 20 из 53              |
|        | Обновление Республики Польша | либеральный консерватизм, проевропеизм                  | Мартин Оцепа       | 6 из 460     | 0 из 100      | 0 из 53               |
|        | Беспартийные                 | консерватизм                                            |                    | 1 из 460     | 4 из 100      | 0 из 53               |

### Бывшие члены
| Партия | Партия                 | Идеология                                          | Лидер              | Годы в коалиции | Примечания                                                          |
| ------ | ---------------------- | -------------------------------------------------- | ------------------ | --------------- | ------------------------------------------------------------------- |
|        | Правые Речи Посполитой | национал-католицизм, христианский национализм      | Марек Юрек         | 2015-2017       | покинула коалицию из-за разногласий                                 |
|        | Республиканская партия | республиканизм, политический католицизм            | Марек Врубель      | 2017-2019       | прекратила существование                                            |
|        | Польша вместе          | либеральный консерватизм, социальный консерватизм  | Ярослав Говин      | 2015-2017       | преобразована в партию «Согласие»                                   |
|        | Вольные и Солидарные   | солидаризм, антикоммунизм, корпоративизм           | Корнель Моравецкий | 2018-2020       | фактически распалась в феврале 2020 года                            |
|        | Согласие               | либеральный консерватизм, экономический либерализм | Ярослав Говин      | 2017-2022       | перешла в оппозицию                                                 |
|        | Кукиз’15               | либеральный консерватизм, прямая демократия        | Павел Кукиз        | 2021-2022       | покинула коалицию из-за разногласий                                 |
|        | Республиканская партия | республиканизм, христианская демократия            | Адам Белан         | 2021-2023       | прекратила существование                                            |
|        | Партия «Пяст»          | аграризм, христианская демократия                  | Ромуальд Сгжива    | 2014-2024       | прекратила существование                                            |
|        | Суверенная Польша      | суверенизм, солидаризм, христианские правые        | Збигнев Зёбро      | 2014-2024       | вошла в состав Права и Справедливости                               |
|        | Польские дела          | консервативный либерализм, проевропеизм            | Агнешка Шцигай     | 2021-2025       | Агнешка Щигай стала представительницей Обновления Республики Польша |

## Результаты выборов

### Парламентские
| Выборы в Национальное собрание Польши |                    |           |            |            |           |               |
| Выборы                                | Лидер              | Сейм      | Сейм       | Сейм       | Сенат     | Прим.         |
| Выборы                                | Лидер              | Голоса    | %          | Места      | Места     | Прим.         |
| 2015                                  | Ярослав Качиньский | 5 711 687 | 37,58 (#1) | 235 из 460 | 61 из 100 | Правительство |
| 2019                                  | Ярослав Качиньский | 8 051 935 | 43,59 (#1) | 235 из 460 | 48 из 100 | Правительство |
| 2023                                  | Ярослав Качиньский | 7 640 854 | 35,38 (#1) | 194 из 460 | 34 из 100 | Оппозиция     |

### Европейские
| Выборы в Европейский парламент |                    |           |            |          |
| Год                            | Лидер              | Голоса    | %          | Места    |
| 2019                           | Ярослав Качиньский | 6 192 780 | 45,38 (#1) | 27 из 52 |
| 2024                           | Ярослав Качиньский | 4 253 169 | 36,16 (#2) | 20 из 53 |